# Европейские юниорские легкоатлетические игры 1966
II Европейские юниорские легкоатлетические игры проходили с 24 по 25 сентября 1966 года на Центральном стадионе «Черноморского морского пароходства» в Одессе (СССР). В соревнованиях, согласно правилам, могли принимать участие юниоры 1947 года рождения и моложе, юниорки — 1948 года рождения и моложе. Были разыграны 33 комплекта медалей.

## Результаты
Сокращения: WJR — мировой рекорд среди юниоров | EJR — рекорд Европы среди юниоров | NR — национальный рекорд | NJR — национальный рекорд среди юниоров | CR — рекорд чемпионата

### Юниоры
| Дисциплина                                                      | Золото                                                                              | Золото     | Серебро                                                                                | Серебро    | Бронза                                                                   | Бронза     |
| --------------------------------------------------------------- | ----------------------------------------------------------------------------------- | ---------- | -------------------------------------------------------------------------------------- | ---------- | ------------------------------------------------------------------------ | ---------- |
| 100 м (ветер: −1,0 м/с)                                         | Бернд Якоб ФРГ                                                                      | 10,7       | Йоахим Айгенхерр ФРГ                                                                   | 10,7       | Жерар Купа Франция                                                       | 10,8       |
| 200 м (ветер: −0,6 м/с)                                         | Йоахим Айгенхерр ФРГ                                                                | 21,0       | Жан-Клод Налле Франция                                                                 | 21,3       | Иштван Батори Венгрия                                                    | 21,5       |
| 400 м                                                           | Александр Братчиков СССР                                                            | 47,3       | Иштван Батори Венгрия                                                                  | 47,5       | Ян Баляховский Польша                                                    | 47,8       |
| 800 м                                                           | Бернар Эбер Франция                                                                 | 1.51,5     | Ярослав Вчелиш Чехословакия                                                            | 1.51,6     | Дитер Фромм ГДР                                                          | 1.51,9     |
| 1500 м                                                          | Роберто Джервазини Италия                                                           | 3.51,0     | Вернер Гозевинкель ФРГ                                                                 | 3.51,2     | Владан Джорджевич Югославия                                              | 3.52,6     |
| 3000 м                                                          | Клаус Тиц ГДР                                                                       | 8.22,4     | Герхард Фонтана ФРГ                                                                    | 8.23,0     | Ян-Олоф Нильссон Швеция                                                  | 8.23,2     |
| Эстафета 4×100 м                                                | Франция · Жерар Купа · Шарль Тетария · Жан-Клод Налле · Шарль Дюкасс                | 40,6       | ФРГ Хайко Гризе Хартмут Менцель Бернд Якоб Йоахим Айгенхерр                            | 40,8       | Польша · Тадеуш Ростек · Хенрик Цецёра · Анджей Новак · Станислав Вагнер | 41,0       |
| Эстафета 4×400 м                                                | СССР · Александр Огородников · Михаил Долгий · Виктор Липагин · Александр Братчиков | 3.14,3     | Польша · Вальдемар Пырзыньский · Веслав Стрычек · Станислав Васькевич · Ян Баляховский | 3.14,7     | Югославия · Йован Мушкович · Стоян Пуач · Милош Буцевски · Иштван Данко  | 3.16,1     |
| 110 м с барьерами (высота барьеров: 106,7 см) (ветер: −0,8 м/с) | Юрий Горский СССР                                                                   | 14,6       | Александр Демус СССР                                                                   | 14,6       | Дан Хидьосану Румыния                                                    | 14,7       |
| 400 м с барьерами                                               | Михаил Долгий СССР                                                                  | 53,3       | Виктор Басилевич СССР                                                                  | 53,4       | Мишель Монжермон Франция                                                 | 53,5       |
| 1500 м с препятствиями                                          | Отто Кнарр ФРГ                                                                      | 4.09,7     | Ульрих Хобек ГДР                                                                       | 4.10,8     | Казимеж Маранда Польша                                                   | 4.11,6     |
| Ходьба на 10 000 м                                              | Михаил Ефимович СССР                                                                | 46.53,0    | Александр Попов СССР                                                                   | 47.10,8    | Владислав Богач Чехословакия                                             | 47.31,0    |
| Прыжок в высоту                                                 | Бо Юнссон Швеция                                                                    | 2,06 м     | Анатолий Мороз СССР                                                                    | 2,03 м     | Рудольф Баудис Чехословакия                                              | 2,03 м     |
| Прыжок с шестом                                                 | Антти Каллиомяки Финляндия                                                          | 4,60 м     | Хайнфрид Энгель ФРГ                                                                    | 4,60 м     | Зигмунт Доброш Польша                                                    | 4,60 м     |
| Прыжок в длину                                                  | Макс Клаус ГДР                                                                      | 7,59 м     | Владимир Скибенко СССР                                                                 | 7,57 м     | Марцин Свенцицкий Польша                                                 | 7,33 м     |
| Тройной прыжок                                                  | Анатолий Кайнов СССР                                                                | 15,97 м    | Николай Дудкин СССР                                                                    | 15,75 м    | Карол Корбу Румыния                                                      | 15,43 м    |
| Толкание ядра (вес снаряда: 7,26 кг)                            | Александр Таммерт СССР                                                              | 16,71 м    | Ханс-Петер Гиз ГДР                                                                     | 16,55 м    | Франтишек Жемба Чехословакия                                             | 15,79 м    |
| Метание диска (вес снаряда: 2 кг)                               | Ференц Тегла Венгрия                                                                | 52,92 м    | Клаус-Петер Хенниг ФРГ                                                                 | 52,20 м    | Франтишек Жемба Чехословакия                                             | 49,98 м    |
| Метание молота (вес снаряда: 7,26 кг)                           | Юрий Ашмарин СССР                                                                   | 60,94 м    | Райнхард Таймер ГДР                                                                    | 60,10 м    | Владимир Амвросьев СССР                                                  | 56,28 м    |
| Метание копья                                                   | Ренцо Крамеротти Италия                                                             | 73,32 м    | Харри Абрахам ФРГ                                                                      | 72,88 м    | Валерий Белан СССР                                                       | 71,18 м    |
| Десятиборье                                                     | Виктор Челноков СССР                                                                | 7225 очков | Ханс Нерлих ФРГ                                                                        | 7138 очков | Йоахим Кирст ГДР                                                         | 6845 очков |

### Юниорки
| Дисциплина                         | Золото                                                                      | Золото     | Серебро                                                                                | Серебро    | Бронза                                                                                | Бронза     |
| ---------------------------------- | --------------------------------------------------------------------------- | ---------- | -------------------------------------------------------------------------------------- | ---------- | ------------------------------------------------------------------------------------- | ---------- |
| 100 м (ветер: −1,0 м/с)            | Бригитте Гайер ГДР                                                          | 12,2       | Лиляна Петнярич Югославия                                                              | 12,2       | Эльсе Хадруп Дания                                                                    | 12,2       |
| 200 м (ветер: −0,5 м/с)            | Кристина Хайних ГДР                                                         | 24,2       | Николь Монтандон Франция                                                               | 24,3       | Мирна Янсен Нидерланды                                                                | 24,5       |
| 400 м                              | Лиляна Петнярич Югославия                                                   | 55,9       | Вил Вокке Нидерланды                                                                   | 56,2       | Ингрида Вербеле СССР                                                                  | 56,7       |
| 800 м                              | Вера Николич Югославия                                                      | 2.03,4     | Ээва-Лийса Каллиолахти Финляндия                                                       | 2.08,1     | Барбара Вик ГДР                                                                       | 2.09,0     |
| Эстафета 4×100 м                   | ГДР · Бербель Шриккель · Ренате Майсснер · Бригитте Гайер · Кристина Хайних | 46,2       | Франция · Доминика Дескатуар · Жаклин Перузетто · Мари-Франс Венсан · Николь Монтандон | 46,6       | СССР · Надежда Скельсара · Надежда Бесфамильная · Елена Молодцова · Марина Никифорова | 46,9       |
| 80 м с барьерами (ветер: −1,0 м/с) | Мета Антенен Швейцария                                                      | 11,1       | Тереза Сукневич Польша                                                                 | 11,3       | Надежда Бецкая СССР                                                                   | 11,3       |
| Прыжок в высоту                    | Алена Прошкова Чехословакия                                                 | 1,64 м     | Валентина Козырь СССР                                                                  | 1,61 м     | Гун Нордлунд Финляндия                                                                | 1,61 м     |
| Прыжок в длину                     | Тамара Капышева СССР                                                        | 5,98 м     | Иванка Кошничарска Болгария                                                            | 5,97 м     | Мария Соломон Румыния                                                                 | 5,82 м     |
| Толкание ядра                      | Любовь Костюченко СССР                                                      | 14,25 м    | Ханнелор Фридель ГДР                                                                   | 14,24 м    | Барбара Шуберт ГДР                                                                    | 13,84 м    |
| Метание диска                      | Ханнелор Фридель ГДР                                                        | 46,56 м    | Владимира Србова Чехословакия                                                          | 45,62 м    | Жужа Ньитрай Венгрия                                                                  | 44,94 м    |
| Метание копья                      | Кайса Лаунела Финляндия                                                     | 51,82 м    | Марилена Чуря Румыния                                                                  | 50,50 м    | Ева Грызецкая Польша                                                                  | 48,14 м    |
| Пятиборье                          | Мета Антенен Швейцария                                                      | 4609 очков | Брит Юханссон Швеция                                                                   | 4370 очков | Маргит Папп Венгрия                                                                   | 4319 очков |

## Медальный зачёт
Медали в 33 дисциплинах лёгкой атлетики завоевали представители 16 стран-участниц.
 Принимающая страна
| Место | Страна       | Золото | Серебро | Бронза | Всего |
| ----- | ------------ | ------ | ------- | ------ | ----- |
| 1     | СССР         | 11     | 7       | 5      | 23    |
| 2     | ГДР          | 6      | 4       | 4      | 14    |
| 3     | ФРГ          | 3      | 8       | 0      | 11    |
| 4     | Франция      | 2      | 3       | 2      | 7     |
| 5     | Югославия    | 2      | 1       | 2      | 5     |
| 6     | Финляндия    | 2      | 1       | 1      | 4     |
| 7     | Италия       | 2      | 0       | 0      | 2     |
| 7     | Швейцария    | 2      | 0       | 0      | 2     |
| 9     | Чехословакия | 1      | 2       | 4      | 7     |
| 10    | Венгрия      | 1      | 1       | 3      | 5     |
| 11    | Швеция       | 1      | 1       | 1      | 3     |
| 12    | Польша       | 0      | 2       | 6      | 8     |
| 13    | Румыния      | 0      | 1       | 3      | 4     |
| 14    | Нидерланды   | 0      | 1       | 1      | 2     |
| 15    | Болгария     | 0      | 1       | 0      | 1     |
| 16    | Дания        | 0      | 0       | 1      | 1     |
| Всего | Всего        | 33     | 33      | 33     | 99    |